# 遮熱性舗装
遮熱性舗装（しゃねつせいほそう、heat insulation paving）は、道路の舗装表面に赤外線を反射させる遮熱性樹脂を塗布したり、遮熱モルタルを充填することにより、夏季の路面温度を10℃以上低減し、夜間も舗装からの放熱量を減らすことができる舗装構造である。

## 定義
| 「                                                      | 室内照射試験（遮熱性舗装技術研究会法）で新規アスファルト舗装の路面温度が60℃に達したときに、近赤外線を高反射して舗装路面の熱吸収を防ぐ機能により、明度50の場合に10℃以上の表面温度の上昇抑制が期待できる舗装を遮熱性舗装と定義している。 | 」 |
| —遮熱性舗装技術研究会（路面温度上昇抑制舗装研究会より） | |    |

一般の舗装よりも表面温度の上昇を抑制できるため、沿道の熱環境の改善、ヒートアイランド現象の緩和が期待されている。しかし、遮熱により路面温度が下がる一方で反射した熱が歩行者に跳ね返ってくるため、遮熱性舗装なしに比べて歩行者の感じる温度は高く熱中症の危険性が増加する
。

## 特徴
- メリット
  - 路面温度の上昇抑制効果があり舗装蓄熱量の減少図ることができる
  - 機能発揮のために、水分補給（打ち水）などの管理が不要
  - カラー化を図ることで景観舗装としても利用が可能[5]
  - 既存のアスファルト舗装の上に施行することも可能[6]
  - 排水性舗装に遮熱性樹脂を塗布した場合は、温度抑制機能に加え、排水機能と騒音低減効果の両立も可能で、表面保護効果にもなる[1]。

- デメリット
  - 反射した日射により歩行者には厳しい環境を作り出し熱中症の危険性を増加させる[3][4]。